# Glen Morgan
Glen Morgan, född som Glenn Duane Morgan, den 12 juli 1961 i Syracuse i delstaten New York, är en amerikansk TV-producent, manusförfattare, och regissör inom film och TV.

## Tidigt liv
Morgan föddes i staden Syracuse, belägen i Onondaga County, i delstaten New York. Han skulle komma att bo där tills han var fjorton år gammal, då han och hans familj flyttade ner till den amerikanska västkusten, och bosatte sig i El Cajon, Kalifornien. Under sin high school-tid träffade han sin framtida kollega James Wong, som han även studerade tillsammans med på Loyola Marymount University, där de tog sin examen år 1983.

## Karriär
Morgan, som till en början inte ville arbeta inom TV, fick tillsammans med James Wong ett jobb som manusförfattare, på TV-serien 21 Jump Street, för att sedan börja arbeta för Stephen J. Cannells produktionsbolag Stephen J. Cannell Productions. När båda männen sedan lämnade detta produktionsbolag, för att skriva manus för TV-serien Scali år 1992, föreslog deras tidigare chef, Peter Roth, att de skulle gå över till att arbeta för TV-serien Arkiv X, utvecklad av 20th Television. De skulle sedan komma att lämna denna TV-serie efter säsong 2, men skulle dock komma tillbaka till den fjärde säsongen, efter att deras egen TV-serie Slaget om Tellus hade lagts ner efter bara en säsong. De blev sedan även anlitade som showrunners för den andra säsongen av TV-serien Millennium av Arkiv X-skaparen Chris Carter.
Morgan och Wong började sedan att arbeta inom film, genom att skapa Final Destination-filmserien, The One, 2003 års remake av Willard, och 2006 års remake av Stilla natt, blodiga natt (Black Christmas). De skulle också komma att arbeta för de amerikanska TV-serierna The Others och The Lone Gunmen, innan de slutligen gick åt olika håll, på grund av för olika intressen.
I maj 2007 kunde tidningen The Hollywood Reporter meddela att Morgan skulle börja arbeta som exekutiv producent på NBC-serien Bionic Woman. Det meddelades dock senare i september samma år, att han hade lämnat denna TV-serie på grund av "kreativa skillnader".
År 2010 var Morgan, tillsammans med Paul Dini, exekutiv producent på Cartoon Network-serien Tower Prep. Han arbetade också på TV-serien The River år 2012, innan han började arbeta som manusförfattare och exekutiv producent på A&E-serien Those Who Kill år 2014. Senare samma år blev han anlitad som manusförfattare och exekutiv producent på BBC America-serien Intruders som hade premiär på denna kanal den 23 augusti.
År 2015 blev Morgan återigen inkallad av Chris Carter, för att vara exekutiv producent för säsong 10 av Arkiv X, som hade premiär på TV-kanalen Fox under år 2016. Han skulle också komma att skriva och regissera ett avsnitt i serien, vid namn "Home Again", som fick positiva kritikerrecensioner.
År 2017 var Morgan exekutiv producent och manusförfattare på Amazonserien Lore, för att sedan återvända som exekutiv producent för säsong 11 av Arkiv X. Han skulle också komma att skriva och regissera två avsnitt av den säsongen, varav ett där han endast har agerat som regissör. Dessa avsnitt, som går under titlarna "This" och "Rms9sbG93ZXJz", fick allmänt, respektive positiva, kritikerrecensioner.
År 2019 var Morgan exekutiv producent på 2019 års reboot på TV-serien Twilight Zone, framtagen av Jordan Peele, och produktionsbolaget Monkeypaw Productions.

## Privatliv
Morgan är sedan år 1998 gift med skådespelerskan Kristen Cloke, med vilken han har två barn: Sonen Winslow (född 2002), och dottern Greer Autumn (född 2004). Han har också dottern Chelsea från sitt tidigare äktenskap med sin första hustru Cindy. Glen Morgan är äldre bror till Arkiv X-författaren Darin Morgan.

## Filmografi

### Filmer
- 1985 – Ondskans terror
- 1986 – Tysta blodiga natt
- 2000 – Final Destination
- 2001 – The One
- 2003 – Willard
- 2006 – Final Destination 3
- 2006 – Black Christmas

### TV-serier
- 1993–1997 – Arkiv X (TV-serie) (även 2016–2018)
- 1995 – Slaget om Tellus (TV-serie)
- 1996–1998 – Millennium (TV-serie)